# Butokuden

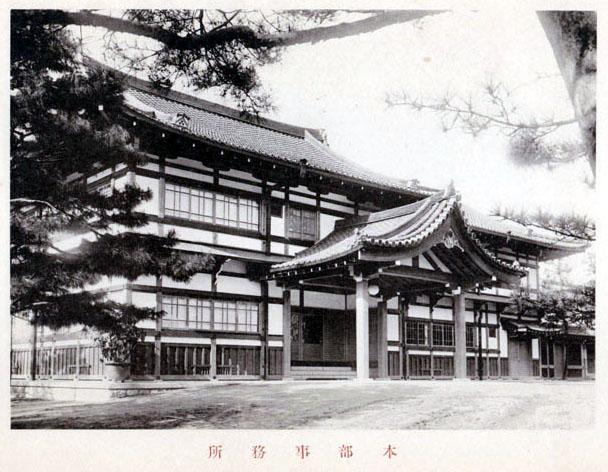
Le Butokuden en 1900.

La construction du Butokuden (武徳殿) a commencé en 1895 pour s'achever en 1899. C'est le dojo de la prestigieuse Dai Nippon Butoku Kai (大日本武徳会).